# Викофф, Фрэнк
Фрэнк Клиффорд Викофф (англ. Frank Clifford Wykoff, 29 декабря 1909, Де-Мойн, штат Айова, США — 1 января 1980, Алтадина, штат Калифорния, США) — американский легкоатлет, специализировавшийся на спринтерском беге.
Трёхкратный олимпийский чемпион в эстафете 4×100 метров (1928, 1932, 1936). Дважды становился 4-м в личном спринте на 100 метров на Олимпийских играх 1928 и 1936. На Олимпийских играх 1932 и 1936 побеждал в эстафете 4x100 м с мировым рекордом.